# Aborto habitual
Aborto habitual ou perda gestacional recorrente é a ocorrência de repetidas gestações que terminam em aborto do feto, geralmente antes das 20 semanas de gestação. Afeta cerca de 0,34% das mulheres que engravidam.